# Trullifiorinia macroprocta
Trullifiorinia macroprocta är en insektsart som beskrevs av Leonardi 1907. Trullifiorinia macroprocta ingår i släktet Trullifiorinia och familjen pansarsköldlöss. Inga underarter finns listade i Catalogue of Life.